# 川越宗一
川越 宗一（かわごえ そういち、1978年9月13日 - ）は、日本の小説家。

## 略歴
鹿児島県生まれ、大阪府出身。桃山学院高校を経て、龍谷大学文学部史学科中退。
バンド活動を経て通販会社の社員として働く傍ら、若桜木虔の小説添削講座を受講。2018年に『天地に燦たり』で第25回松本清張賞を受賞し作家デビュー。

## 受賞歴
太字は受賞
- 2018年 - 『天地に燦たり』で第25回松本清張賞受賞。
- 2019年 - 『熱源』で第10回山田風太郎賞候補[7]。
- 2019年 - 『熱源』で第9回本屋が選ぶ時代小説大賞受賞[8]。
- 2020年 - 『熱源』で第162回直木三十五賞受賞[1]。
- 2020年 - 『熱源』で第22回大藪春彦賞候補[9]。
- 2020年 - 『熱源』で第17回本屋大賞候補[10]。
- 2020年 - 『熱源』で第6回沖縄書店大賞候補[要出典]。
- 2020年 - 『熱源』で第7回高校生直木賞候補[11]。
- 2022年 - 『海神の子』で第10回野村胡堂文学賞候補[12]。
- 2023年 - 『パシヨン』で第18回中央公論文芸賞受賞[13]。

## 作品リスト

### 単行本
- 『天地に燦たり』（文藝春秋、2018年7月 / 文春文庫、2020年6月）
- 『熱源』（文藝春秋、2019年8月 / 文春文庫、2022年7月）
- 『海神の子』（文藝春秋、2021年6月）
- 『見果てぬ王道』（文藝春秋、2022年12月）
- 『パシヨン』（PHP研究所、2023年6月）
- 『福音列車』（KADOKAWA、2023年11月）

### 雑誌掲載作品
小説
- 「天地に燦（さん）たり」(抄) - 『オール讀物』2018年6月号
- 「海神の子」 - 『オール讀物』2018年12月号
  - 後に『時代小説ザ・ベスト 2019』（日本文藝家協会編、集英社、2019年6月）に収録された。
- 「天地を動かすうた」 - 『小説NON』2019年10月号
- 「ゴスペル・トレイン」 - 『小説 野性時代』2019年11月号
  - 後に『時代小説ザ・ベスト 2020』（日本文藝家協会編、集英社、2020年6月）に収録された。
- 「波のみなもと 海神の子」 - 『オール讀物』2020年2月号
- 「熱源 抄録」 - 『オール讀物』2020年4月号
- 「陸を呑む 海神の子」 - 『オール讀物』2020年6月号
- 「天命のゆくえ」 - 『オール讀物』2020年9・10月合併号
- 「虹の侍」 - 『小説 野性時代』2020年11月号
- 「国姓爺」 - 『オール讀物』2020年12月号
- 「ふたりの母 海神の子」 - 『オール讀物』2021年4月号

エッセイなど
- 「T字路と私」 - 『オール讀物』2018年6月号
- 「グラビア 作家が巡る文学館」 - 『オール讀物』2018年7月号
- 「［稜線の先へ］」 - 『小説NON』2018年10月号
- 「碧蹄館の戦い×小早川隆景 追い込まれた日本軍が選んだ"起死回生"の一手」 - 『歴史街道』2020年1月号
- 「人生は行き当たりばったり」 - 『オール読物』2020年4月号

インタビュー
- 「話題の著者に聞く INTERVIEW(124)川越宗一 読者が前向きに生きたいと思えるような物語を」 - 『文蔵』2018年9月号
- 「【第162回直木賞候補作発表】全候補作家紹介インタビュー」 - 『オール讀物』2020年1月号
- 「インタビュー」 - 『SPA!』2020年4月21日号
- 「直木賞『熱源』は“調べ癖”から誕生した」 - 『文藝春秋』2020年4月号
- 「知れば知るほどアイヌは凄い」 - 『文藝春秋』2020年6月号

### その他
- 「解説」 - 浅生鴨『伴走者』（講談社文庫、2020年2月14日）